# Rappresentanza permanente
La rappresentanza permanente (o missione permanente) è una missione diplomatica accreditata da uno Stato membro presso una organizzazione  internazionale, in modo da mantenere con essa relazioni continue e stabili.
Sono Rappresentati Permanenti anche i nominati di Organizzazioni internazionali accreditate presso le Nazioni Unite in Status Consultivo. 
Le principali funzioni consistono nello svolgimento di negoziati con e all'interno dell'organizzazione, la protezione degli interessi dello Stato e la partecipazione alle attività dell'organizzazione stessa, nell'ambito della diplomazia multilaterale e della governance globale.

## Definizione
Nella letteratura accademica "La Rappresentanza permanente o, secondo la terminologia della Convenzione di Vienna del 14 marzo 1975, la Missione permanente è l'organo diplomatico che uno Stato, membro di un ente internazionale, istituisce presso l'ente medesimo, al fine di mantenere con esso rapporti durevoli ed assidui".
Il termine "permanente" utilizzato per questo tipo di missioni è da intendere in opposizione a quello temporaneo, che denota invece le delegazioni inviate presso una conferenza o un incontro internazionale.
Le rappresentanze presso le Nazioni Unite sono normalmente definite missioni permanenti mentre le rappresentanze presso l'Unione europea sono definite rappresentanze permanenti.

## Rappresentanze italiane
L'Italia ha undici rappresentanze permanenti nell'ambito della sua rete diplomatica, che si trovano due a Bruxelles (NATO e UE), due a Ginevra (Organizzazioni internazionali e Conferenza del Disarmo a Ginevra), una a New York (ONU), due a Parigi (Organizzazioni internazionali e UNESCO a Parigi), una a Roma (Organizzazioni internazionali a Roma), una a Strasburgo (Consiglio d'Europa) e due a Vienna (Organizzazioni internazionali e OSCE a Vienna).
Sono Rappresentati Permanenti anche i membri di Organizzazioni Internazionali accreditate presso le Nazioni Unite o presso la Corte Criminale Internazionale o affini.
| Nome             | Grado                     | Missione                                                                    | Inizio           |
| ---------------- | ------------------------- | --------------------------------------------------------------------------- | ---------------- |
| Marco Peronaci   | Ministro plenipotenziario | Rappresentanza Permanente presso la NATO                                    | 2 gennaio 2023   |
| Vincenzo Celeste | Ambasciatore              | Rappresentanza Permanente presso l'Unione europea                           | 17 aprile 2023   |
| Vincenzo Grassi  | Ambasciatore              | Rappresentanza Permanente presso le Organizzazioni internazionali a Ginevra | 31 gennaio 2023  |
| Maurizio Massari | Ambasciatore              | Rappresentanza Permanente presso l'ONU a New York                           | 19 luglio 2021   |
| Luca Sabbatucci  | Ministro plenipotenziario | Rappresentanza Permanente presso le Organizzazioni internazionali a Parigi  | 16 novembre 2022 |
| Bruno Archi      | Ministro plenipotenziario | Rappresentanza Permanente presso le Organizzazioni internazionali a Roma    | 6 settembre 2022 |
| Roberto Martini  | Ministro plenipotenziario | Rappresentanza Permanente presso il Consiglio d'Europa                      | 4 settembre 2023 |
| Debora Lepre     | Ministro plenipotenziario | Rappresentanza Permanente presso le Organizzazioni internazionali a Vienna  | 2 ottobre 2023   |
| Liborio Stellino | Ministro plenipotenziario | Rappresentanza Permanente presso l'UNESCO a Parigi                          | 1 marzo 2023     |
| Stefano Baldi    | Ambasciatore              | Rappresentanza Permanente presso l'OSCE a Vienna                            | 5 gennaio 2021   |